# 維柳伊河
維柳伊河（俄语：Вилюй）是西伯利亞東部勒拿河最長的支流。全長 2,650 公里（當中 1,450 可通航），流域面積 454,000平方公里，大部分屬薩哈共和國，少部分屬克拉斯諾亞爾斯克邊疆區和伊爾庫茨克州。 
發源於中西伯利亞高原北部埃孔達附近，向東南經維柳伊水庫、車爾尼雪夫斯基、孫塔爾、紐爾巴、上維柳伊斯克等地，最後桑加爾注入勒拿河。
自1950年代以來以出產鑽石聞名。